# Whiteville (Carolina del Norte)
Whiteville es una ciudad ubicada en el condado de Columbus en el estado estadounidense de Carolina del Norte. Es sede del condado de Columbus. La localidad en el año 2000, tenía una población de 5.148 habitantes en una superficie de 13.9 km², con una densidad poblacional de 369.5 personas por km².

## Geografía
Whiteville encuentra ubicada en las coordenadas 34°19′48″N 78°42′16″O / 34.33000, -78.70444. Según la Oficina del Censo, la localidad tiene un área total de 13,9 km² (5,4 mi²), de la cual 13,9 km² (5,4 mi²) es tierra y 0 km² (0 mi²) (0.0%) es agua.

### Localidades adyacentes
El siguiente diagrama muestra a las localidades en un radio de 24 kilómetros (14,9 mi) de Whiteville.

## Demografía
En el 2000 la renta per cápita promedia del hogar era de $25.455, y el ingreso promedio para una familia era de 34.128. En 2000 los hombres tenían un ingreso per cápita de $35.074 contra $23.000 para las mujeres. El ingreso per cápita para la localidad era de $18.337. Alrededor del 26.90% de la población estaba bajo el umbral de pobreza nacional.